# Sekundärliteratur
Sekundärliteratur ist eine in vielen Disziplinen übliche Bezeichnung für wissenschaftliche Literatur, die als ‚sekundär‘ gilt, weil sie über andere, ‚primäre‘ Texte geschrieben wird. Der Gegenbegriff Primärliteratur ist dabei deutlich seltener und bezieht sich je nach Fach auf sehr unterschiedliche Texte. In einigen Fächern wird Sekundärliteratur zusätzlich auch von Tertiärliteratur unterschieden, wobei Letztere Literatur meint, die ihrerseits ausschließlich auf Sekundärliteratur beruht.

## Geisteswissenschaften
Der Begriff Sekundärliteratur stammt aus der Literaturwissenschaft. Dort werden literarische Werke als Primärliteratur, wissenschaftliche Publikationen über diese Werke als Sekundärliteratur bezeichnet. So ist zum Beispiel Goethes Faust Primärliteratur; eine Abhandlung über den Faust (z. B. über Charaktere, Motive usw. aus dem Stück) wird Sekundärliteratur genannt. Alternativ wird anstelle von Sekundärliteratur auch von Forschungsliteratur gesprochen. Prinzipiell können als Sekundärliteratur entstandene Texte selbst wieder zu Primärtexten werden, wenn sie selbst zum Gegenstand literaturwissenschaftlicher Analyse werden.
In der Geschichtswissenschaft ist der Begriff Sekundärliteratur zur Bezeichnung fachwissenschaftlicher Publikationen zwar verbreitet, wird teilweise aber auch abgelehnt. Üblicher ist die Bezeichnung Darstellungen, Forschungsliteratur oder einfach nur Literatur. Der Gegenbegriff lautet Quelle (nicht Primärliteratur). Geschichtswissenschaftliche Werke können ihrerseits zu Quellen werden, wenn sie zum Gegenstand historischer Analysen werden. Dies ist in der Wissenschaftsgeschichte regelmäßig der Fall, auch für Biographien von Historikern dienen deren Werke oft als Quelle.

## Naturwissenschaften
In den Naturwissenschaften zählen Übersichtsarbeiten (englisch: Reviews) zur Sekundärliteratur, während dort zitierte Originalpublikationen – auch wenn diese erst kurze Zeit früher erschienen sind – zur Primärliteratur gerechnet werden. In der Chemie wird in der Primärliteratur beispielsweise erstmals die Synthese und Charakterisierung einer oder mehrerer neuer bisher gänzlich unbekannter Stoffe im Detail beschrieben. Wenn ein Autor jedoch zusammenfassend eine oder mehrere aus der Primärliteratur bekannte Stoffgruppen beschreibt, so zählt diese Veröffentlichung zur Sekundärliteratur.

## Tertiärliteratur
Literatur, die ihrerseits Sekundärliteratur zusammenfassend auswertet und damit der ersten Orientierung dient, kann als Tertiärliteratur bezeichnet werden. Dazu gehören Einführungen, Lexika, Nachschlagewerke und Enzyklopädien einschließlich der Wikipedia; früher bezog sich der Begriff stärker auch auf bibliographische Hilfsmittel wie Bibliographien, Bibliothekskataloge und Literaturführer, die beim Auffinden von Sekundärliteratur helfen. In Studium und Wissenschaft spielt Tertiärliteratur keine besondere Rolle. Fachfremde einführende Werke gelten in der Regel in wissenschaftlichem Zusammenhang als nicht zitierfähig, sie gehören damit auch nicht zur Tertiärliteratur.